# Dîner de Thanksgiving

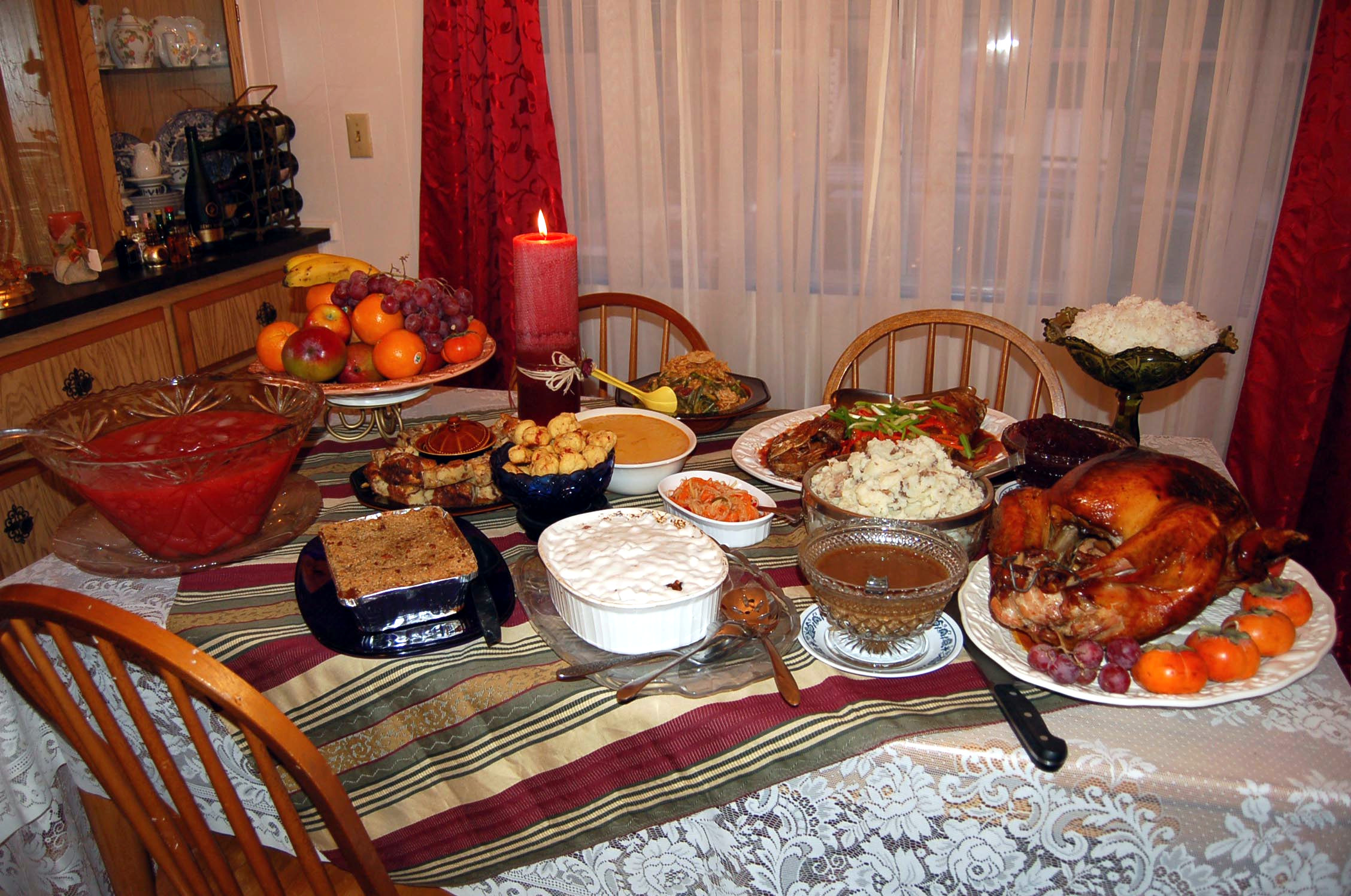
Un dîner de Thanksgiving (presque) traditionnel

Le dîner de Thanksgiving, célébré aux États-Unis et au Canada, prend la forme d'un grand repas généralement centré sur une grande dinde rôtie. La plupart des plats traditionnels de la version américaine du dîner de Thanksgiving sont élaborés à partir d'aliments typiques du Nouveau Monde. Selon la tradition, les Amérindiens offraient ces aliments aux Pèlerins.

## Menus historiques
D'après ce qu'on appelle traditionnellement « Le Premier Thanksgiving », le menu de la fête célébrée en 1621 entre les Pèlerins et les Wampanoag de la Colonie de Plymouth présentait de la dinde, de la sauvagine, du gibier, du poisson, du homard, des palourdes, des baies, des fruits, la citrouille et de la courge. William Bradford a noté que, « en dehors de la sauvagine, il y avait de nombreuses dindes sauvages ». La majorité des aliments inclus dans le menu du premier Thanksgiving (à l'exception, notamment, des fruits de mer) sont depuis devenus des symboles du dîner contemporain de Thanksgiving.
La consommation de dinde aux États-Unis au dîner de Thanksgiving précède la proclamation de ce jour férié par le Président Lincoln en 1863. Alexander Hamilton a proclamé qu'« aucun Citoyen des États-Unis ne devait s'abstenir de manger de la dinde à Thanksgiving » et de nombreux Pères de la Nation (en particulier Benjamin Franklin) estimaient beaucoup la dinde sauvage en tant qu'icône américaine. Cependant, il était rare de trouver de la dinde au menu de Thanksgiving avant 1800. En 1857, la dinde était devenue partie intégrante du dîner traditionnel en Nouvelle-Angleterre.
Un dîner de Thanksgiving servi à la Civilian Conservation Corps en 1935 comprenait : des cornichons, des olives vertes, du céleri, un rôti de dinde, un ragoût d'huîtres, de la sauce aux canneberges, de la sauce au jus de viande, de la vinaigrette, de la crème d'asperges, des flocons de pommes de terre, des carottes cuites au four, des petits pains chauds, de la salade de fruits, des tourtes de viande, des cakes aux fruits, des bonbons, du raisin, des pommes,  des palourdes, du poisson, et bien d'autres mets.
Le Livre de Cuisine de la Maison Blanche, écrit par Mme F. L. Gillette et coll. (1887), présentait le menu suivant : huîtres, soupe de poulet, éperlans frits, sauce tartare, rôti de dinde, sauce aux airelles, purée de pommes de terre, courges cuites au four, oignons bouillis, beignets de panais, olives, salade de poulet, pâtisseries de venaison, de la tarte à la citrouille, de la tarte à la viande hachée, de la charlotte, de la crème glacée d'amandes, de la confiture de citron, des gâteaux aux noix, du fromage, des fruits et du café.

## La dinde
La dinde étant le plat le plus traditionnel de ce repas, le jour de Thanksgiving est parfois familièrement appelé « Le Jour de la Dinde ». En 2006, les producteurs de dinde américains ont élevé 270 millions de dindes, qui ont été transformées en cinq milliards de livres (environ 2,267 milliards de kg) de viande de dinde évaluées à près de 8 milliards de dollars. Un tiers de l'ensemble de la consommation de dinde a lieu entre Thanksgiving et Noël, et la consommation par habitant est environ de 18 livres (8,2 kg).  La dinde à poitrine blanche (en anglais Broad Breasted White Turkey) est particulièrement prisée pour les dîners de Thanksgiving et pour d'autres grandes fêtes ; son poids (elle peut atteindre plus de 40 livres soit plus de 18 kg) et sa teneur en viande en fait le plat idéal pour ce genre d'occasions, bien que cette race soit inséminée artificiellement et souffre de problèmes de santé en raison de sa grande taille.
La plupart des dindes de Thanksgiving sont farcies d'une mixture à base de pain et sont rôties. La sauge est l'herbe traditionnellement ajoutée à la farce, qui comprend également du céleri, des carottes et des oignons émincés. D'autres ingrédients, tels que des châtaignes ou d'autres noix, du bacon, des saucisses, des canneberges, du raisin ou des pommes peuvent être ajoutés à la farce. La dinde frite est de plus en plus populaire en raison de son temps de préparation, bien moindre que celui d'une dinde rôtie, mais peut comporter des risques pour la sécurité.

## Les alternatives à la dinde
Des aliments non traditionnels autres que la dinde sont parfois servis comme plat principal pour un dîner de Thanksgiving. Du jambon est souvent servi en plus de la dinde dans de nombreux foyers non traditionnels. De l'oie et du canard, qui étaient des aliments européens typiques du repas de Noël, sont maintenant parfois servis à la place de la dinde de Thanksgiving. Parfois, on la remplace par des oiseaux vivant dans la région où le repas a lieu ; par exemple, un article publié dans le magazine Texas monthly suggérait la caille comme plat principal d'un repas de Thanksgiving texan. John Madden, qui chaque année de 1981 à 2001 a fait une apparition télévisée pour le match de Thanksgiving de la National Football League, a fréquemment rappelé sa préférence pour le turducken, composé d’une dinde partiellement désossée, farcie d’un canard partiellement désossé, lui-même farci d’un poulet partiellement désossé. Dans quelques zones de la Côte Ouest des États-Unis, le crabe de Dungeness est communément servi comme un plat alternatif, en raison du début de la saison de la pêche au crabe début novembre. De même, Thanksgiving coïncide avec l'ouverture de la saison de la chasse du cerf dans le Nord-Est des États-Unis, ce qui encourage la préparation de plats à base de venaison. Les végétariens ou végétaliens peuvent substituer la viande par un plat à base de tofu, par un Field Roast, qui est un produit à base de blé, ou par un plat spécial de saison, comme les courges farcies. Dans les villages d'Alaska, de la viande de baleine est parfois consommée. On sait que les immigrés irlandais préparaient de la côte rôtie de bœuf en plat principal. Le bœuf était à l'époque une viande peu accessible en Irlande, les familles économisaient pour pouvoir préparer ce plat, qui représentait la prospérité et l'espoir.
Aux États-Unis, une approche mondialiste de Thanksgiving est devenu commune avec l'impact de l'immigration. Les ingrédients de base de Thanksgiving peuvent être utilisés et transformés en une variété de plats tout en utilisant les saveurs, les techniques et les traditions des cuisines des populations immigrées. D'autres célèbrent Thanksgiving en préparant des plats très variés, notamment lorsque de nombreuses personnes ayant des goûts différents doivent être nourries, et compte tenu des moyens financiers disponibles,,.

## Les accompagnements
De nombreux accompagnements sont généralement servis avec le plat principal. Il y en a tellement que, en raison de la quantité de nourriture, on commence parfois le dîner de Thanksgiving à midi ou en début d'après-midi pour prendre le temps de goûter à tout. La préparation du repas peut commencer à l'aube du jour de Thanksgiving ou même les jours précédents. Il est courant de se retrouver avec des restes copieux après le repas.
Les aliments traditionnels de Thanksgiving sont parfois spécifiques à cette journée, et bien que certains aliments pourraient être consommé à n'importe quel repas un peu officiel aux États-Unis, le repas de Thanksgiving comporte souvent quelques aliments rituels et traditionnels. De nombreux Américains diraient par exemple que le repas est "incomplet" sans sauce aux canneberges,  farce, purée de pommes de terre et sauce accompagnant le tout. D'autres plats sont fréquemment servis tels que les courges ou les patates douces, généralement confites et parfois recouvertes de guimauve. Le maïs en boîte, frais ou surgelé est également populaire ainsi que les haricots verts. Une salade fraîche peut être incluse, particulièrement sur la Côte Ouest. Des petits pains ou biscuits et du pain au maïs, en particulier dans le Sud des États-Unis et dans certaines zones de la Nouvelle-Angleterre, sont également servis. En dessert, un repas peut comporter différentes sortes de tartes, notamment la tarte à la citrouille, bien que la tarte aux pommes, la tarte à la patate douce, et la tarte aux pacanes soient également souvent consommées.
On trouve également des différences régionales quant à la farce ou l'assaisonnement qui accompagnent la dinde. La recette traditionnelle comporte des cubes de pain, de la sauge, de l'oignon et du céleri. Les populations du Sud des États-Unis font généralement leur sauce à base de pain de maïs, tandis que d'autres régions vont privilégier une farce à base de pain blanc, de blé ou de seigle. Un ou plusieurs des ingrédients suivants peuvent être ajoutés à la sauce ou à la farce : des huîtres, des pommes, des châtaignes, des raisins secs et des saucisses confectionnées avec les abats de la dinde.
D'autres plats reflètent le contexte régional ou culturel de ceux qui se réunissent pour ce repas de Thanksgiving. Par exemple, de la choucroute (surtout chez les populations vivant aux environs de Baltimore) est parfois servie. De nombreux Afro-Américains et populations du Sud préparent des macaroni au fromage et du chou cavalier, avec des chitterlings et de la tarte à la patate douce. Les Italo-Américains consomment quant à eux souvent des lasagnes, et les Juifs Ashkénazes préparent du kugel avec des nouilles et du pudding en dessert. D'autres familles Juives peuvent préparer des aliments fréquemment associés à Hanoucca, tels que des galettes de pomme de terre ou des soufganiya ; les deux fêtes sont généralement rapprochées et ne tombent le même jour que très rarement. Il n'est pas rare pour les Mexicano-Américains de servir la dinde avec du mole et du maïs grillé. A Porto Rico, le repas de Thanksgiving s'accompagne d'arroz con gandules (riz avec des pois cultivés) ou d'arroz con maiz (riz au maïs), de pasteles (tamales) farcis avec de la dinde, de crème caramel à la noix de coco et à la citrouille, de pain de maïs avec de la saucisse, de salade de pommes de terre, de patates douces rôties et de cidre espagnol. Les Cubains-Américains servent traditionnellement la dinde accompagnée d'un petit rôti de porc avec du riz blanc, des haricots noirs et des haricots rouges. Les végétariens et végétaliens préparent généralement des grandes tartes aux légumes ou des citrouilles farcies, ou substituent la viande par du tofu.

## Boissons
Les boissons servies au dîner de Thanksgiving peuvent varier autant que les plats et dépendent souvent de qui est présent à la table et des goûts de chacun. Des boissons alcoolisées ou des cocktails peuvent parfois être servis avant le repas principal. Sur la table du dîner, du cidre non fermenté (plat ou gazeux) et du vin sont souvent présents. Des pichets de thé glacé peuvent également être servis dans le Sud des États-Unis. Du Beaujolais nouveau est parfois consommé car la vente de ce vin commence généralement quelques jours avant Thanksgiving.